# Nazionale maschile di calcio a 5 delle Isole Cook
La nazionale di calcio a 5 delle Isole Cook è, in senso generale, una qualsiasi delle selezioni nazionali di Calcio a 5 della Federazione calcistica delle Isole Cook che rappresentano le Isole Cook nelle varie competizioni ufficiali o amichevoli riservate a squadre nazionali.
Questa squadra nazionale ha partecipato ad una sola rassegna continentale nel 1999 a Port Vila, dove ha rimediato un settimo ed ultimo posto. Si tratta dell'unica competizione internazionale a cui ha preso parte la selezione dello stato oceanico

## Risultati nelle competizioni internazionali

### FIFA Futsal World Championship
- 1989 - non presente
- 1992 - non presente
- 1996 - non presente
- 2000 - non qualificata
- 2004 - non presente
- 2008 - non presente

### OFC Oceanian Futsal Championship
- 1992 - non presente
- 1996 - non presente
- 1999 - Settimo posto
- 2004 - non presente
- 2008 - non presente